# In audaces non est audacia tuta
La locuzione latina In audaces non est audacia tuta, tradotta letteralmente, significa Tra gli audaci non c'è l'audacia sicura.
Tecnicamente, il detto vuol dire che chi è troppo avventato nelle decisioni, o comunque troppo "avventuroso", non è una persona che può ispirare sicurezza, anzi potrebbe, con la sua fretta, causare molti danni.
Il proverbio è usualmente riferito alla generazione giovane di un'epoca, che è sempre la più veloce nelle decisioni.